# 김상조 (경상북도의원)
김상조(金相祚, 1961년 1월 27일~2022년 8월 10일)는 대한민국의 정치인이다. 제5·6·7대 구미시의원(3선)과, 제11·12대 경상북도의원(재선)을 지냈다.

## 학력
- 울산공업전문대학 조선학과 전문학사

## 경력
- 상모초등학교 초대 총동창회장
- 광평파출소 자율방법순찰대장
- 상모초등학교 운영위원장
- 사곡새마을금고 산악회장
- 사곡초등학교 운영위원장
- 구미시 교육경비보조금 심의위원
- 구미사곡초등학교 운영위원장
- 구미시 택시생활축구연합회장
- 구미시 왕상기념관운영위원회 위원
- 상모사곡지구 학생선도단 단장
- 상모초등학교 운영위원
- 한나라당 사곡동협의회장
- 2006.07 ~ 2010.06 제5대 경상북도 구미시의회 의원
- 2006.07 ~ 2008.07 제5대 경상북도 구미시의회 전반기 기획행정위원회 위원
- 2008.07 ~ 2010.06 제5대 경상북도 구미시의회 후반기 기획행정위원회 위원
- 2010.03 ~ 2010.06 제5대 경상북도 구미시의회 후반기 예산결산특별위원회 부위원장
- 2010.07 ~ 2014.06 제6대 경상북도 구미시의회 의원
- 2010.07 ~ 2012.07 제6대 경상북도 구미시의회 전반기 의회운영위원회 위원
- 2010.07 ~ 2012.07 제6대 경상북도 구미시의회 전반기 기획행정위원회 위원장
- 2010.07 ~ 2012.07 제6대 경상북도 구미시의회 전반기 예산결산특별위원회 위원장
- 2012.07 ~ 2014.06 제6대 경상북도 구미시의회 후반기 산업건설위원회 위원
- 2014.07 ~ 2018.06 제7대 경상북도 구미시의회 의원
- 2014.07 ~ 2016.07 제7대 경상북도 구미시의회 전반기 산업건설위원회 위원
- 2014.07 ~ 2016.07 제7대 경상북도 구미시의회 전반기 예산결산특별위원회 위원
- 2016.07 ~ 2018.06 제7대 경상북도 구미시의회 후반기 산업건설위원회 위원
- 2016.07 ~ 2018.06 제7대 경상북도 구미시의회 후반기 예산결산특별위원회 위원장
- 2018.07 ~ 2022.06 제11대 경상북도의회 의원
- 2018.07 ~ 2020.07 제11대 경상북도의회 전반기 행정보건복지위원회 위원
- 2018.07 ~ 2020.07 제11대 경상북도의회 전반기 예산결산특별위원회 위원
- 제11대 경상북도의회 윤리특별위원회 위원
- 제11대 경상북도의회 제7기 정책연구위원회 위원
- 2020.07 ~ 2022.06 제11대 경상북도의회 후반기 의회운영위원회 위원
- 2020.07 ~ 2022.03 제11대 경상북도의회 후반기 행정보건복지위원회 부위원장
- 제11대 경상북도의회 지구촌새마을연구회 회원
- 제11대 경상북도의회 제8기 정책연구위원회 위원
- 2021.01 ~ 2022.02 제11대 경상북도의회 지방소멸대책특별위원회 위원
- 제11대 경상북도의회 포스트코로나특별위원회 위원
- 2022.03 ~ 2022.06 제11대 경상북도의회 후반기 행정보건복지위원회 위원장
- 국민의힘 경북도당 구미시 갑 당원협의회 운영위원회 위원
- 2022.07 ~ 2022.08 제12대 경상북도의회 의원
- 2022.07 ~ 2022.08 제12대 경상북도의회 전반기 행정보건복지위원회 위원

## 역대 선거 결과
|  | 32.34% |

|  | 41.15% |

|  | 36.42% |

|  | 40.02% |

|  | 0% |